# Valós halál: Új burokban
A Valós halál: Új burokban (オルタード・カーボン：リスリーブド; Orutádo Kábon: Riszuríbudo; Hepburn: Orutādo Kābon: Risurībudo; Altered Carbon: Resleeved) 2020-ban bemutatott japán animációs sci-fi akciófilm, a Netflix Valós halál című sorozatának spin-offja. A filmet Nakadzsima Takeru rendezte és Szató Dai és Kondo Cukasza írta. A film 253 évvel a Valós halál 1. évada és 283 évvel a 2. évada eseményei előtt játszódik. Takeshi Kovacsnak a Latimar bolygón meg kell védenie egy fiatal tetováló lányt, miközben egy jakuzafőnök halálát vizsgálja egy GYR (CTAC)-rohamosztagos segítsége mellett.
A Valós halál: Új burokban 2020. március 19-én jelent meg a Netflixen, és vegyes fogadtatásban részesült a kritikusok részéről. Az animációt dicsérték, de a szereplőket és a cselekményt kritizálták.

## Cselekmény
A 21. században a világűr benépesítése közben az emberiségnek az otthonául szolgáló világok számát és saját élettartamát is sikerült megnövelnie azáltal, hogy a tudatot digitalizálták egy toknak nevezett eszközön. E tokok körül cserélhető a buroknak nevezett hús-vér test, s ezáltal biztosított az „örök élet”, egészen addig, míg tok el nem pusztul.
A Latimar bolygón Hollyt, a tetoválóművészt a jakuzák üldözik. A lány bemenekül egy klubba, ahol végül utolérik, de üldözőivel végez egy nindzsa. A nindzsa Hollyt is meg akarja ölni, de Takeshi Kovacs új, Ken Kakura nevű burkában közbelép és megfutamítja. Takeshi és Holly beszélnek Tanasedával, aki azt akarja, hogy Takeshi védje meg Hollyt, és tudja meg, hogyan és miért halt meg az öccse. Holly egy mellékhelyiség ablakán keresztül megszökik Takeshi elől, de összefut Genával, az ENSZ egy GYR-rohamosztagosával (CTAC). Takeshi közbelép és fegyverrel fenntartja Genát, de megérkezik a többi rohamosztagos. A csoportot azonban lesből megtámadják a Hollyra vadászó nindzsák, akik kivégzik Gena egységét. Rövid üldözés után Takeshi és Gena megöli az összes nindzsát, Holly pedig felfedi, hogy a nindzsákat Shinji küldte, aki puccsot tervezett a Mizumoto szindikátusban.
Mindhárman a Mizumoto szindikátus központjába és Latimar legrégebbi luxusszállodájába, a Vadlúdba (Wild Geese) indulnak. Ott Ogai, a szálloda mesterséges intelligencia által vezért komornyikja üdvözli őket. Shinji megkönnyebbülését fejezi ki, hogy Holly életben van, és bocsánatkérésként az emberei által érkezésükkor tanúsított tiszteletlenségért átadja Holly újdonsült testőreinek, Takeshinek és Genának a legpazarabb lakosztályukat a szállodában. A Mizumoto tetoválószobában, ahol Holly folytatja Shinji tetoválását, Takeshi beszél Genzóval, a klánvezérrel. Itt Genzo elmagyarázza, ki volt az alapítójuk, és hogy Tanaseda az ő fia volt. Genzo a Mizumoto-hagyományt is elmagyarázza, hogy amikor az új főnök utódlása megtörténik, a régi meghal a tokjával együtt (valós halállal). Eközben Gena jelent a GYRS-nek, és kiderül, hogy ő Reileen Kawahara. Takeshi Tanasedának jelent, aki nem tudja elhinni, hogy a gazember apja életét adná egy utódlásban, és utasítja Takeshit, hogy továbbra is védje Hollyt a két nap múlva esedékes utódlási szertartásig.
Takeshi megtalálja Hollyt, amint a szülei meggyilkolásának régi emlékét nézi. Mivel a tokjaikat nem semmisítették meg, szüksége van a Mizumoto klánok segítségére a megtalálásukban. Eközben Shinji ingerülten beszél a nindzsáival, hogy nem tudtak megölni egy gyereket. Amíg Holly, Takeshi és Gena Genzóhoz tartanak, egy csoport jakuza kíséri őket védelem céljából. Újra megtámadja őket két, golyóálló páncélt viselő nindzsa, akik megölik az összes jakuzát és megszúrják Genát, mielőtt Takeshi és Gena végeznének velük. Ahogy további nindzsák közelednek, a szálloda előterébe mennek, ahol Ogai aktiválja a szálloda védelmi rendszerét és megöli a megmaradt nindzsákat. Takeshi biztos benne, hogy Shinji áll a támadások mögött. Holly elárulja, hogy a tetoválómester Margot (akinek a tokja azonos Hollyéval) készített egy tetováló programot a Mizumoto klán számára, amit csak ő ismer, és amelyet a következő főnöknek adnak át, és az utódlás során megöli az előző főnököt a tokjával együtt. Shinji pedig ezt a folyamatot akarja megszakítani Holly megölésével.
Visszatérve a lakosztályukra, Gena hallja Takeshit énekelni, és rájön, hogy ő a testvére, de nem fedi fel magát előtte. Takeshi beszél Tanasedával, és miután megemlíti Genzo szokatlan nevetését, Tanaseda gyanít valamit, amit Takeshi némi nyomozással megerősít. Az utódlás napján tűzijáték robban és rövid áramszünet következik be, amely során Holly eltűnik. Shinji ezt tökéletes időzítésnek látja, és megparancsolja egy nindzsának, hogy menjen és ölje meg Hollyt és a testőreit. Genzo nem sokkal ezután megérkezik és közli Shinjivel, hogy az utódlás korábban megtörténik, hogy elkerülje a problémákat. Ekkor megjelenik Holly és egy injekcióval elkábítja Shinjit. Eközben Takeshit, Genát és a jakuzákat újabb nindzsák veszik körül és miután legyőzték őket, Takeshi elmondja a jakuzáknak az igazságot arról, hogy valójában mi történik a ceremónián.
Az utódlási szakaszba lépve Genzo tetoválása aktiválódik, és a tokjával együtt megöli őt. Tanaseda felfedi magát a digitálisan jelenlévő tömegben, és elárulja, hogy Shinji és Genzo is az apja és a szindikátus alapítója volt, aki generációk óta átvette az új főnökök testét. Kiderül, hogy Holly kitörölte Shinji tokjkát, és átvitte Genzóét Shinji testébe, megerősítve, hogy valóban Genzo az alapító. A parancsot követve Ogai eltávolítja a közönséget, az alapító pedig folytatja az utódlási ceremóniát, de észreveszi, hogy Holly megpróbálja aktiválni a tokját elpusztító programot, hogy megölje őt. Holly elárulja, hogy tudja, hogy a szülei tokjai nála vannak, mire az alapító előveszi azokat és a földre dobva tönkreteszi őket. Takeshivel és Genával megérkeznek a ceremóniára a jakuzák, akik már mindent tudnak, és tudják, hogyan csapta be az alapító a klánt. A jakuzák követik az alapítót a ceremónia színpada mögé, de az megöli őket egy erőpáncélt használva. Takeshi és Gena is megküzdenek az alapítóval, de nem ellenfelek a számára. Holly elkeseredetten kéri Ogai segítségét, aki nem fordulhat a főnök ellen, de váratlanul megérkezik Tanaseda, és megkéri Ogait, hogy nézze át az általa a szálloda rendszerébe küldött információkat, aki ezek ellenőrzése után megerősíti, hogy Shinji nem a jogos vezető, mert a tokja Genzóé, így támadást indíthat ellene a tűzijátékot használva, ami következtében összeomlik a ceremónia színpada. Az alapító túléli és folytatja Takeshi elleni támadását, de Gena beavatkozása után Takeshinek sikerül leszúrnia az alapítót és megsemmisíteni a páncélját. Egy ökölharcban Takeshi fölénybe kerül az alapítóval, eltörve a karját és a lábát. Holly ezután aktiválja a tetováló programot, amely elkezdi elpusztítani az alapítót. Az alapító Tanasedának könyörög segítségért, de Tanaseda átlövi a tokját, majd Shinji fejébe lő, végső könyörületeként apja felé.
Gena, aki parancsot kapott, hogy „szabaduljon meg Hollytól”, csak annyit jelent a GYR-nek, hogy sikeresen teljesítette küldetését, majd elmegy. Ogai, aki Margot-nak szólítja Hollyt, megkérdezi tőle, hogy szeretne-e fiatalabb testbe költözni, mivel ez egyre nagyobb, de Holly úgy dönt, marad jelenlegi testében, hogy Takeshi és Gena felismerje őt, ha idősebb lesz és újra találkoznak. Takeshi beszél Tanasedával, aki újabb munkákat akar elvégeztetni vele, mire ő megjegyzi Tanasedának, hogy az apjára ütött.

## Szereplők
| Szereplő | Japán hang          | Angol hang        | Magyar hang        |
| --- | ------------------- | ----------------- | ------------------ |
| Takeshi Kovacs / Ken Kakura (タケシ・コヴァッチ / ケン・カクラ; Takesi Kovuaccsi; Hepburn: Takeshi Kovuacchi) | Szuzuki Tacuhisza   | Ray Chase         | Bognár Tamás       |
| Hideki Tanaseda (ヒデキ・タナセダ; Hideki Tanaszeda) | Jamaucsi Kendzsi    | Doug Stone        | Jakab Csaba        |
| Reileen Kawahara / Gena (レイリーン・カワハラ / ジーナ; Reirín Kavahara / Dzsína; Hepburn: Reirīn Kawahara / Jīna) | Szató Rina          | Elizabeth Maxwell | Bánfalvi Eszter    |
| Holly Togram / Margot (ホリー・トグラム; Horí Toguramu; Hepburn: Horī Toguramu) | Aszai Ajaka         | Brittany Cox      | Hermann Lilla      |
| Genzo (ゲンゾウ; Genzou) | Isii Kódzsi         | Jamieson Price    | Törköly Levente    |
| Shinji (シンジ; Sindzsi) | Jamamoto Kanehira   | Kaiji Tang        | Kis Horváth Zoltán |
| Ogai (鴎外; Ógai; Hepburn: Ōgai) | Nakata Dzsódzsi     | Chris Conner      | Szélyes Imre       |
| Hachisuka (ハチスカ; Hacsiszuka) | Cuda Kendzsiró      | N/A               | N/A                |
| Tsubakihara (ツバキハラ; Cubakihara) | Imaruoka Acusi      | N/A               | N/A                |
| Tashiro (タシロ; Tasiro) | Szató Szecudzsi     | N/A               | Karácsonyi Zoltán  |
| Nogaki (ノガキ; Nogaki) | Szóma Kóicsi        | N/A               | Papucsek Vilmos    |
| Mayuzumi (マユズミ; Majuzumi) | Kobajasi Naoto      | N/A               | N/A                |
| Taniguchi (タニグチ; Tanigucsi) | Isii Takajuki       | N/A               | N/A                |
| Hayashi (ハヤシ; Hajasi) | Tezuka Hiromicsi    | N/A               | N/A                |
| Kinoshita (キノシタ; Kinosita) | Vatanuki Rjúnoszuke | N/A               | N/A                |
| Shima (シマ; Sima) | Tódzsó Hiszako      | N/A               | N/A                |
| Holly apja | Nakamura Kazumasza  | N/A               | N/A                |
| Holly anyja | Nakamura Kaori      | N/A               | N/A                |
| GYR-felügyelő | Ókava Tóru          | N/A               | N/A                |
| További angol hangok: Trevor Devall, Richard Epcar, Doug Erholtz, Todd Haberkorn, Kyle Hebert, Stephanie Panisello, Jay Preston, Michael Schwalbe, Steve Seagle, Julie Ann Taylor, Ezra Weisz |                     |                   |                    |
| További magyar hangok: Bárány Virág, Bordás János, Engel-Iván Lili, Fehérváry Márton, Gáll Dávid, Gyurin Zsolt, Hay Anna, Hegedüs Miklós, Honti Molnár Gábor, Kapácsy Miklós, Kereki Anna, Király Adrián, Kis-Kovács Luca, Kisfalusi Lehel, Lipcsey Colini Borbála, Lovas Dániel, Mészáros András, Mezei Kitty, Németh Attila István, Orosz Gergely, Potocsny Andor, Szabó Andor, Szatmári Attila, Trencsényi Ádám |                     |                   |                    |

## Megjelenések
A Valós halál: Új burokban 2020. március 19-én jelent meg a Netflixen, Magyarországon magyar szinkronnal és felirattal.

## Fogadtatás
Valós halál: Új burokban vegyes kritikai fogadtatásban részesült. A Rotten Tomatoes filmkritikai oldalon 60%-ban pozitív értékelést kapott 5 kritika alapján.
David Griffin az IGN-től a 10-ből 6-ot adott a filmre és kijelentette: a „Valós halál: Új burokban elterelés a Takeshi Kovács-sagában, amely remekel az akcióosztályon, miközben elfelejti teljesen felépíteni a főszereplőt oly módon, ami tartósan kiejthetné hatását.” John Serba a Decidertől pozitívan értékelte a filmet kijelentve, hogy „a Valós halál: Új burokban senkit nem fog levenni a lábáról, de hathatósan tehet a kedvére az újoncoknak és a keménymagnak egyaránt”. Courtney Lanning az Arkansas Democrat-Gazette-től az élőszereplős sorozatok rajongóinak ajánlotta a filmet, ami „kellemes módon tágítja ki egy kicsit az univerzumot”. Michael Ahr a Den of Geektől a filmnek 3,5 pontot adott az 5-ből és kijelentette, hogy „a Valós halál univerzum techno-orientalizmusa jól szolgálja ezt az anime változatot annak ellenére, hogy a történet kiszámítható”. A kritikus szerint a film hiányosságai nyilvánvalók, de élvezetes elmerülni a cyberpunk világában, az élőszereplős sorozat rajongói pedig „értékelni fogják az erőfeszítést, és valószínűleg nem fogják megbánni, hogy időt szakítottak az anime megtekintésére”. Ahr így zárja ismertetőjét: „A Valós halál: Új burokban hű marad ahhoz a világhoz, amelyet meg akar tisztelni, és elég kreatív a történetével ahhoz, hogy megkülönböztesse magát elődeitől.”
Paul Tassi a Forbestől negatív kritikát írt a filmről, szerinte „a Valós halál: Új burokban talán legfurcsább része a nem hagyományos, háromdimenziós animációs stílus, amely úgy néz ki, mint egy videójáték, amit nem lehet irányítani. Az akció szárnyal, de a történet és a forgatókönyv megbukik.” A Hogan Reviews 5-ből 3 pontot adott a filmnek, megjegyezve, hogy „volt néhány jól animált harcjelenet, de volt néhány rosszul megírt és rossz karakterábrázolás is, valamint rengeteg „janky” (rosszabb minőségű) animáció a jó részek között”.

## Fordítás
- Ez a szócikk részben vagy egészben  az   Altered Carbon: Resleeved című angol Wikipédia-szócikk ezen változatának fordításán alapul.  Az eredeti cikk szerkesztőit annak laptörténete sorolja fel. Ez a jelzés csupán a megfogalmazás eredetét és a szerzői jogokat jelzi, nem szolgál a cikkben szereplő információk forrásmegjelöléseként.